# Синаххериб
Синаххери́б, также Сеннахириб, или Сеннахирим, или Санхериб (аккад. Син-аххе-эриба, букв. «Син возместил (смерть) братьев») — царь Ассирии, сын Саргона II. Царствовал приблизительно между 704/705—681 годами до н. э.
После гибели отца отказался взойти на трон в Вавилоне. Для восстановления власти, подавления восстаний в разных частях своей империи и возвращения к покорности зависимых государств он предпринял восемь крупных военных походов.
Полностью разрушил Вавилон, после этого жил в своей столице Ниневии и много занимался дворцовым и храмовым строительством.
Синаххериб описал своё царствование на шестигранных глиняных призмах с клинописными надписями — т. н. «анналы Синаххериба».
Был убит своими сыновьями.

## Биография

### Вступление на престол

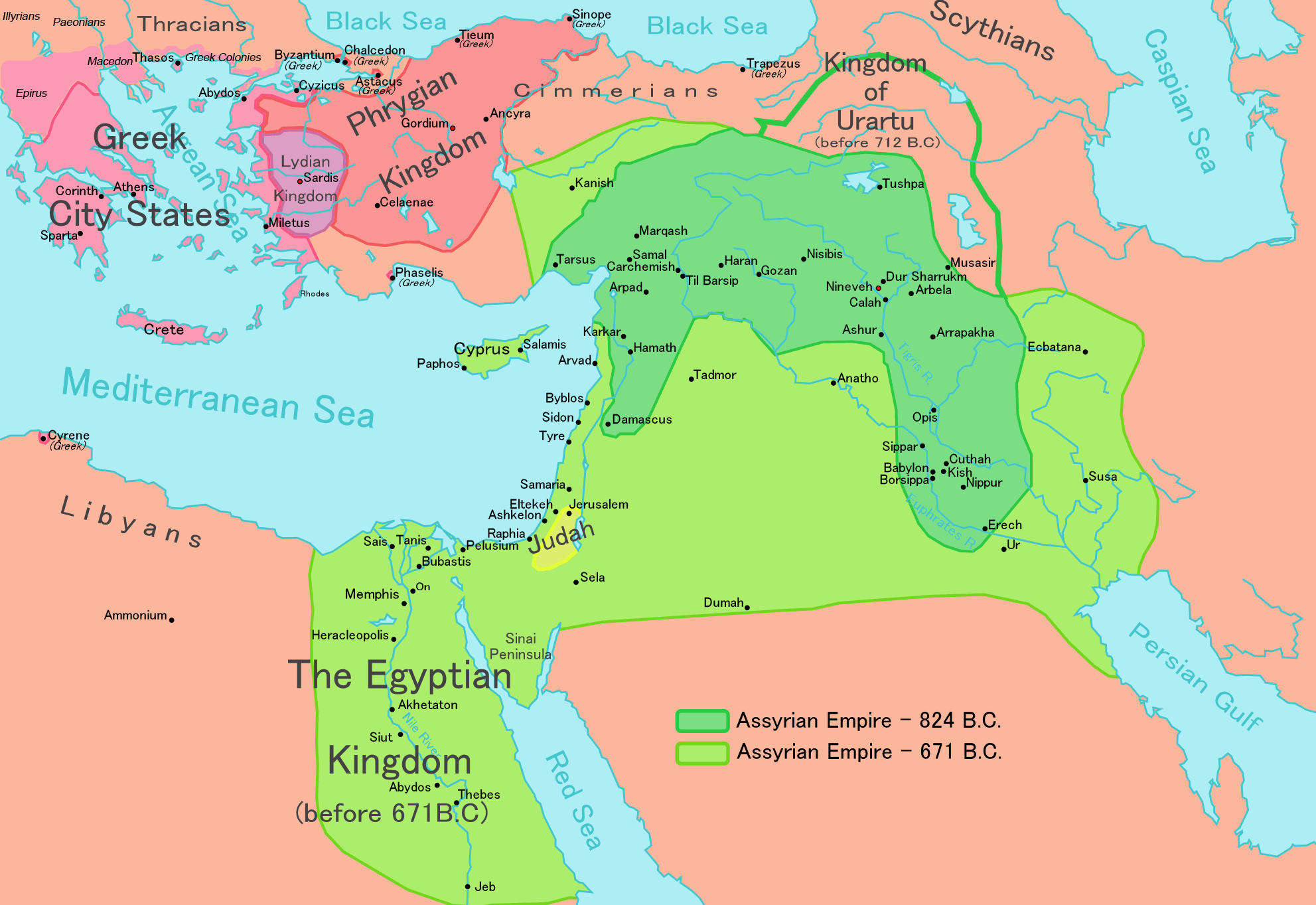
Ассирийская Империя

Синаххериб был сыном Саргона II, и хотя скорее всего не был его первенцем, был избран наследником и рано стал выполнять административные и военные поручения.
Отец женил его на знатной вавилонянке.
Он вступил на престол 12 аббу (июль — август) 705 года до н. э.
В отличие от отца, он был сторонником военной партии, а со жречеством и горожанами не ладил. В политике новый царь опирался исключительно на грубую силу.
По неизвестным причинам Синаххериб отнёсся к Вавилону с презрением и отказался пройти обряд коронации в Вавилоне; с распространением новости о смерти Саргона, в средиземноморских провинциях империи и в Вавилонии разгорелись восстания.
Практически всё своё дальнейшее правление Синаххериб провёл в походах ради возвращения земель, утраченных при его воцарении.

### Карательная экспедиция в Вавилонию
В конце концов вавилоняне были вынуждены выдвинуть царём одного из своей среды — некоего Гагизу (в вавилонском списке царей известен под тронным именем Мардук-закир-шуми II). Это побудило к немедленному новому выступлению Мардук-апла-иддина II, готовившего грандиозное восстание против Ассирии, и намеревавшегося воспользоваться смертью Саргона II, чтобы вернуть себе прежнюю власть в Вавилоне.
В 703 году до н. э. Мардук-апла-иддин II занял вавилонский престол, он возобновил союз с Эламом ради получения военной помощи. В ответ на это Синаххериб предпринял карательную экспедицию против Вавилонии.
После двойной победы при Куту и Кише в 702 году до н. э. Синаххериб вступил в Вавилон, где ему удалось захватить дворец Мардук-апла-иддина со всем его имуществом и дворцовыми служащими. Мардук-апла-иддину удалось бежать в Приморье. Синаххериб захватил 75 городов-крепостей и 420 поселений халдеев, опустошив всю страну, и прежде всего халдейские княжества, 208 000 халдеев были выселены ассирийцами в другие области их державы.
Синаххериб сделал попытку наладить хорошие отношения с вавилонянами, покарав только непосредственных сообщников Мардук-апла-иддина II, главным образом халдеев, арамеев и арабов.
Он восстановил отношения Вавилонии и Ассирии как личной вавилоно-ассирийской унии, но принизил ранг Вавилонии в её рамках, однако вновь не захотел занять вавилонский трон лично, а посадил на него своего ставленника, ассирийского чиновника.
О своём ставленнике Бел-ибни сам Синаххериб презрительно выразился: «последний пёс в моём дворце». Возможно, этот Бел-ибни был молодым и знатным вавилонянином, воспитанным при ассирийском дворе.
После Вавилона ассирийская армия продвинулась к востоку от Тигра до границы с Эламом, где Синаххериб получил дань от правителя города Харарате Набу-бел-шумате, и разгромил воинов из города Хиримме, а их трупы повесил на кольях вокруг города. Затем Хиримме был заселён заново.

### Поход в горы Загрос

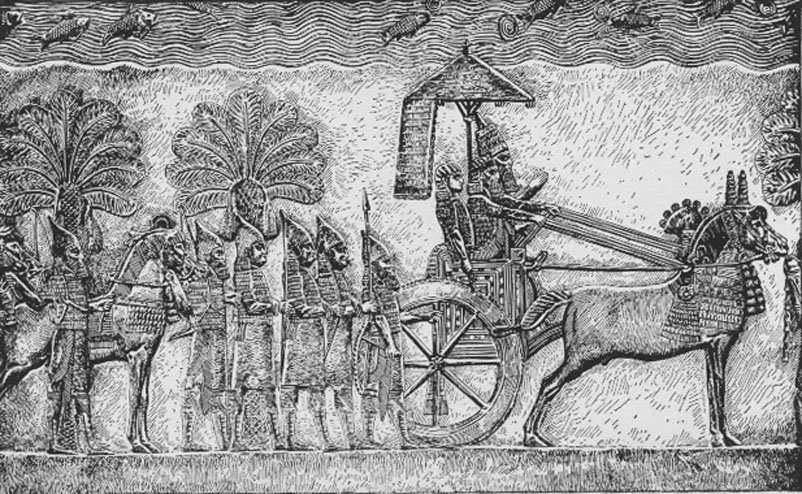
Синаххериб во главе войска

Второй поход 702 года до н. э. Синаххериб направил на восток. Первоначально разгрому подверглись племена кочевников-касситов и родственных им ясубигаллайцев, обитавших к югу от Эллипи. Ассирийцы захватили здесь коней, мулов и рогатый скот, а также пленных. Весь пройденный ассирийцами горный район был включён в состав провинции Аррапха. Из числа трёх занятых здесь крепостей — Бит-Киламзах, Хардишпи и Бит-Кубатти — в одной были поселены пленные переселенцы, по-видимому, из Вавилонии, а в двух других бежавшие было в горы касситы.
Отсюда Синаххериб спустился в Эллипи, царь которой, Аспабара, примкнул к эламской коалиции. Ассирийцы захватили крепости Марубишу и Аккудду — резиденции Аспабары, вместе с тридцатью четырьмя поселениями в их окрестностях и сжёг их. В руки ассирийцев попала большая добыча — люди, кони, мулы и скот. Затем ассирийцы захватили города Цициету и Куммаххум и их окрестности. При этом от Эллипи была отделена область Бит-Барруа (Барруата — урартских надписей), заселена пригнанными из других мест пленниками и присоединена к ассирийской провинции Хархар. Главная крепость этой области Элензаш (современный Керманшах) была переименована в Кар-Син-аххе-эриба («Вал Синаххериба») и там был размещён ассирийский гарнизон. Также Синаххериб получил дань от «дальних мидян».

### Восстание в Сирии и Финикии
Воспользовавшись сменой царей, государства Сирии, Финикии и Палестины при поддержке Египта образовали союз против Ассирии. В коалицию входили Тир, Сидон, Арвад, Библ, Ашдод, Экрон (ассир. Ашкаруна, современный Акыр), Аскалон, Аммон, Моав, Иудея, арабские племена, Египет и другие недовольные политикой ассирийских правителей, в общей сложности 15 участников.
В 701 году до н. э. в Экроне народ сверг проассирийскую группировку во главе с царём Пади и выдал последнего в цепях иудейскому царю Езекии (Хизкии), возглавлявшему антиассирийское восстание в Палестине. Справедливо полагая, что ответный удар со стороны Ассирии будет скорым, Хизкия начал готовиться к обороне. Чтобы лишить армию Синаххериба воды, иудейский царь приказал засыпать все источники и колодцы в своей стране, поправил городскую стену Иерусалима, укрепил цитадель и приготовил всё необходимое, чтобы выдержать длительную осаду.

### Ассирийцы громят восставших

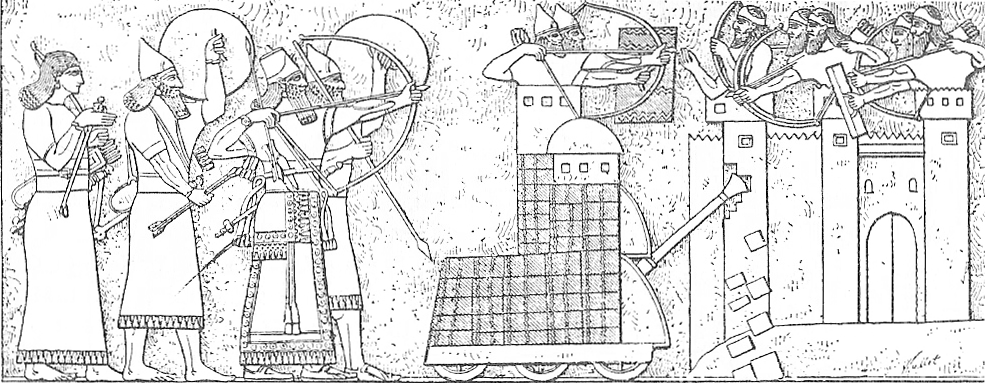
Осада крепости ассирийским войском. Зарисовка барельефа из северо-западного дворца в Нимруде (сейчас в Британском Музее)

В 701 году до н. э. Синаххериб выступил в свой третий поход.
Первый удар был нанесён по владениям тиро-сидонского царя Элу-эли (Элулай, Лули). Тот потерпел поражение и бежал «в даль моря (видимо, на Кипр), где и сгинул». Синаххериб захватил города Сидон Большой, Сидон Малый, Бит-Зитти, Царипту, Махаллиба, Ушу, Акзиби, Акко. Царём Сидона он назначил Туба-алума (Тубаала) и наложил на него дань. Дань также принесли царь Самримуруна Минхиму, царь Арвада Абдэл, царь Библа (Гублы) Урумилк I, царь Ашдода Метинти, царь Аммона Пудуэль, царь Моава Каммусунатби, царь Эдома Айяраму и цари Аммуру (то есть запада).
Цидка, царь Аскалона, не пожелал склониться перед Синаххерибом и принести дань. За это он был разгромлен, схвачен и отправлен в Ассирию, вместе с семьёй и роднёй. Новым правителем аскалонцев Синаххериб поставил их прежнего царя Шаррулудари, сына Рукибти, и наложил на того дань. Города Бит-Даганна, Яппу, Банайабарка, Азузу, принадлежащие Цидки, ассирийцы осадили и взяли.

### Синаххериб вплотную подходит к границе Египта
Затем, продолжив поход далее на юг вдоль побережья Средиземного моря, Синаххериб у города Альтакку (близ Экрона) разгромил повстанцев и пришедшее им на помощь кушито-египетское войско, причём в плен попали и сыновья фараона Шабаки. Египтяне бежали, бросив союзников на произвол судьбы. Ассирийцы захватили города Альтакку и Тамну, после чего без боя вступили в Экрон, где учинили жесткую расправу. Виновные в организации восстания были посажены на колья вокруг города, много людей было уведено в плен.

### Разгром Иудеи

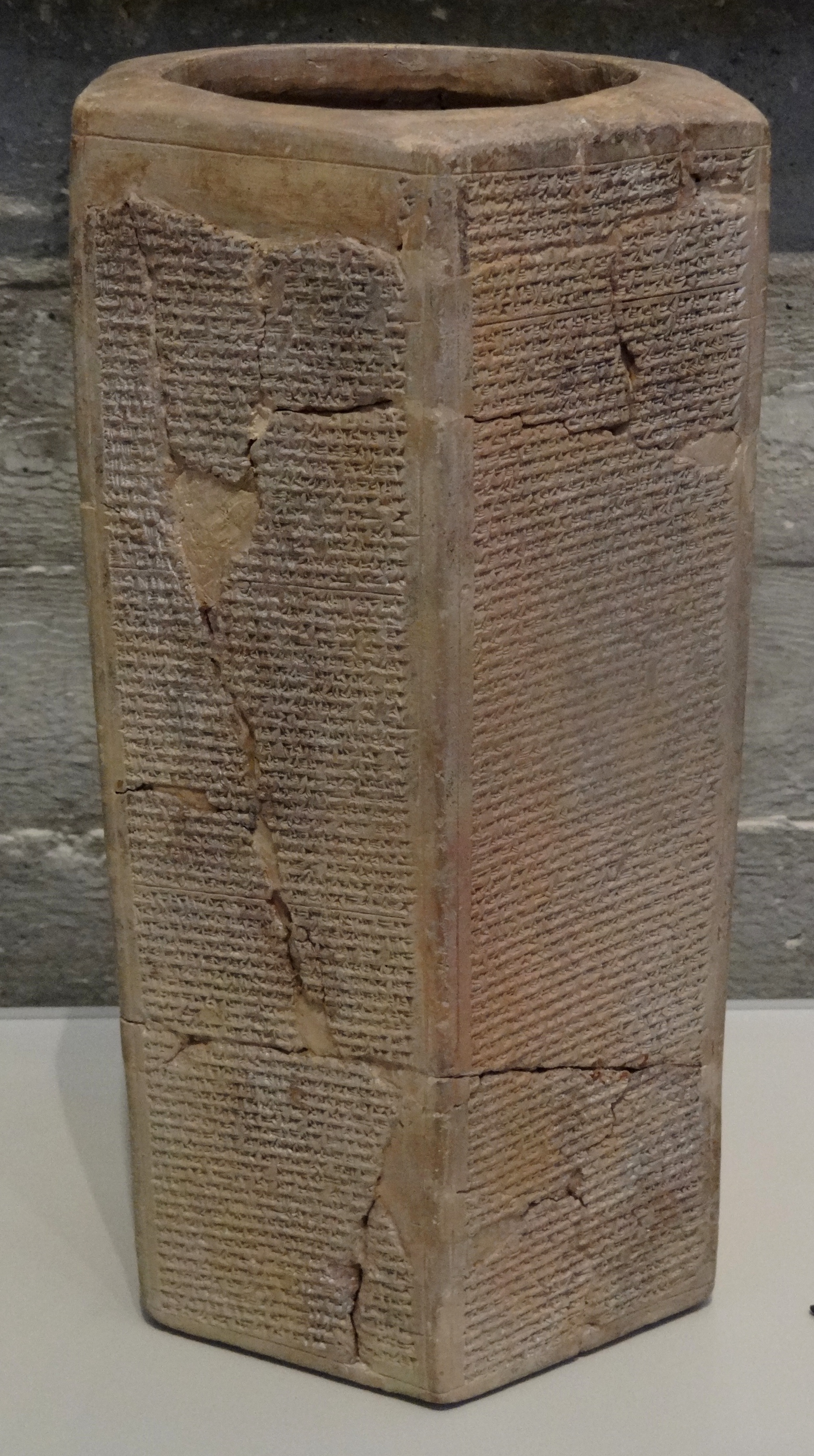
Призма Синаххериба (экземпляр из Музея Израиля)

Разгромив Экрон, ассирийское войско вторглось в Иудейское царство, заняло всю территорию Иудеи, осадило и захватило сильно укреплённый крупнейший город южной Иудеи Лахиш, и в том же 701 году до н. э. осадило Иерусалим, столицу царства. Царь Иудеи Езекия выплатил Синаххерибу огромную дань, признал ассирийское владычество и выдал заложников, после чего Синаххериб снял осаду с Иерусалима, но часть городов Иудеи передал филистимлянам — союзникам Ассирии. Некоторые историки полагают, что снятие осады стало результатом эпидемии, постигшей осаждающих. Другие считают, что эпидемия случилась позднее, при осаде египетского города Пелусия.
Библейский текст излагает историю этой кампании несколько раз — в 4-й книге Царств (4 Цар. 18:13-19:37), в книге Исайи (Ис. 36, 37) и во 2-й книге Паралипоменон (2Пар. 32). Библия рассказывает, что Синаххериб захватил все укреплённые города Иудеи и остановился в Лахише; называет посланника Синаххериба в Иерусалим Рабсака (по-видимому, это титул, а не имя), и описывает переговоры с осаждёнными иерусалимцами — возможно, первый в истории зафиксированный пример пропаганды среди вражеских войск. В изложении книги Царств дань, выплаченная Езекией, описывается так: «...И наложил царь Ассирийский на Езекию, царя Иудейского, триста талантов серебра и тридцать талантов золота. И отдал Езекия всё серебро, какое нашлось в доме Господнем и в сокровищницах дома царского. В то время снял Езекия золото с дверей дома Господня и с дверных столбов, которые позолотил Езекия, царь Иудейский, и отдал его царю Ассирийскому.» (4 Цар. 18:14-16), в двух других рассказах дань не упоминается. Во всех книгах описывается поразивший ассирийское войско ангел: «И случилось в ту ночь: пошёл Ангел Господень и поразил в стане Ассирийском сто восемьдесят пять тысяч. И встали поутру, и вот все тела мёртвые. И отправился, и пошёл, и возвратился Сеннахирим...» (4 Цар. 18:35-36).
Согласно тексту «Призмы Синаххериба» о третьем походе царя, Синаххериб покорил 45 городов и крепостей Иудеи, взял в плен более 200 тыс. человек и множество крупного и мелкого скота, освободил из Иерусалима и вернул на трон царя Экрона Пади, ранее выданного Езекии знатью Экрона. Взятые ассирийцами города были отданы царю Ашдода Метинти, царю Экрона Пади и царю Газы Цилли-Белу, уменьшив, таким образом, Иудею. Осада Иерусалима описывается следующим образом: «ужасные блески моего владычества ниспровергли его, и вспомогательных воинов (?) и войска его лучшие, которые для укрепления Иерусалима, его царского города, он собрал, и они захотели мира». В ассирийском тексте какая-либо эпидемия не упоминается. Иудея заплатила дань в 30 талантов (более 900 килограмм) золота и 800 талантов (более 24 тонн) серебра, вместе с «сурьмой, большими украшениями из камня, ложами из слоновой кости, высокими тронами из слоновой кости, кожами слонов, слоновой костью, эбеновым деревом, самшитом». Синаххериб также забрал у Езекии «дочерей его, наложниц его дворца, певцов и певиц».
Барельеф, запечатлевший взятие Лахиша ассирийским войском на ряде каменных плит, был открыт английскими археологами во дворце Синаххериба в Ниневии, столице Ассирии, и перевезён в Британский музей, где находится по сей день. На одной из плит изображён Синаххериб, восседающий на троне среди фруктовых деревьев и виноградных лоз, сверху надпись: «Син-ах-хериб, царь народов, царь ассирийский, восседая на высоком престоле, принимает добычу города Лахиша».
В Лахише археологами была раскопана насыпь, сооружённая ассирийскими солдатами для подвоза тарана и других осадных орудий под стены города.

### Покорение арабов и перемирие с Египтом
Синаххериб пошёл также на арабов, захватил их крепость Адуму и привёл их к покорности.
Следующим на очереди у правителя Ассирии был Египет (точнее Египетско-нубийское царство, так как в то время в Египте правила нубийская династия и столицей была Напата). Синаххериб приступил к осаде пограничной египетской крепости Пелусия, угрожая непосредственно египетской территории.
Однако в это время в Вавилонии активизировался старый враг, Мардук-апла-иддин II. Из-за этого Синаххерибу не удалось закрепить свой успех новой победой, а пришлось возвращаться в Междуречье. Очевидно, перед уходом ассирийского войска Ассирия и Египет заключили какое-то соглашение о разграничении своих территорий: при раскопках дворца Синаххериба в Ниневии была найдена глиняная булла, которая несомненно скрепляла договор между Ассирией и Напатой. На булле сохранились оттиски двух печатей: Синаххериба и Шабаки.

### В Вавилонии активизировался старый враг Мардук-апла-иддин II
В Вавилонии вновь активизировал свою деятельность старый враг ассирийских царей Мардук-апла-иддин II, который скрывался в недоступных болотах в Приморской стране на юге Вавилонии. Царь Вавилона Бел-ибни под влиянием патриотично настроенных вавилонян отложился от Ассирии и вступил в союз с халдеями.
В 700 году до н. э. Синаххериб выступил в свой четвёртый поход, на этот раз на Вавилон. Город был взят и там, вместо не оправдавшего его доверия Бел-ибни, Синаххериб поставил царём своего сына и наследника Ашшур-надин-шуми («Ашшур-даровал потомство»), а Бел-Ибни был отправлен обратно в Ассирию.

### Поражение Мардук-апла-иддина II
Чтобы раз и навсегда покончить с Мардук-апла-иддином II, Синаххериб двинул армию в Приморье. По пути туда он нанёс поражение Шузубу-халдею (презрительно-уменьшительная форма от имени Мушезиб-Мардук), жившему среди болот в городе Биттуту. Шузубу бежал, после чего ассирийский царь вторгся в Бит-Якин (владение Мардук-апла-иддина) и подверг эту область жесточайшему разгрому.
Однако Мардук-апла-иддин II погрузил на корабли семью, часть войска, статуи богов и даже кости своих предков, пересёк Персидский залив и высадился в Эламе. Эламский царь Халлутуш-Иншушинак II (ассир. Халушу) представил ему в управление город Нагиту (Нагите-ракки — «область болот»), располагавшийся на одном из островов Персидского залива. Синаххериб не смог преследовать его, так как не имел в своём распоряжении флота, а сумел лишь захватить халдеев, оставшихся на берегу, в том числе брата и сыновей Мардук-апла-иддина.

### Поход в сторону мидийцев
Пятый поход на 5-м году своего правления Синаххериб предпринял против горцев, живших по восточному берегу Тигра. Ассирийцы захватили города Тумурру, Шарум, Эзама, Кипшу, Хальбуда (или Хальгидда), Куа и Кана. Жители бежали на неприступную гору Нипур и заняли там оборону. Синаххериб с отборной гвардией преследовал их и разгромил.
В то же время восстал царь города Укки из страны Дайаэ Манийаэ, в «Анналах Синаххериба» называвшийся мидянином. При приближении ассирийского войска Манийаэ оставил Укку и бежал. Синаххериб захватил этот город, а также 33 окрестных поселения. В руки ассирийцев попала богатая добыча.

### Синахериб преследует Мардук-апла-иддина за морем

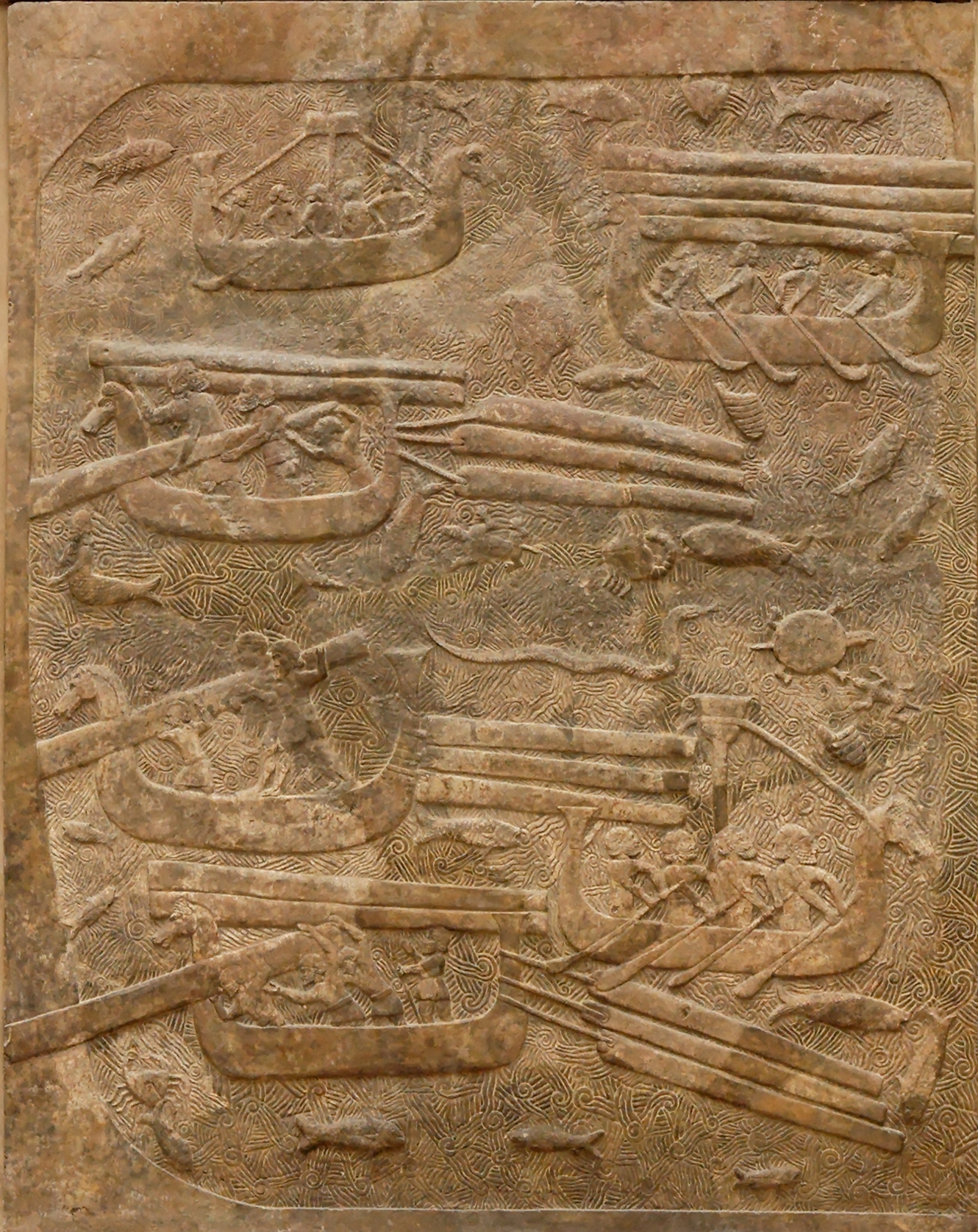
Ассирийцы сплавляют брёвна для строительства флота

Только в 694 году до н. э. Синаххериб смог возобновить борьбу с Мардук-апла-иддином II, которого он считал настолько опасным, что решился преследовать его даже за морем.
С помощью финикийских и, возможно, греческих мастеров и мореходов были основаны две верфи. Одна в Тиль-Барсипе на Евфрате, лес для которой доставляли с гор Амана и Ливана; другая — на Тигре, близ Ниневии, лес на какую везли из Курдистана. Когда корабли были построены, их спустили вниз по Тигру и Евфрату в Баб-Салимети, где Синаххериб, находившийся в лагере на берегу, чуть не погиб во время сильного прилива. Ассирийцы понесли значительные потери, много воинов утонуло. Но это не остановило Синаххериба, переправившись на кораблях через Персидский залив, он захватил Нагиту. В руки ассирийцев попало много халдеев, но самого Мардук-апла-иддина II среди них не оказалось. Видимо, ему снова удалось бежать. Дальнейшая его судьба неизвестна.
Затем Синаххериб вторгся в соседние области Южного Элама. Ассирийцы подвергли разгрому область Хильму, город Биллату и область Хупапану и увели в плен много эламитов.

### В ответ эламский царь вторгается в Вавилонию
В ответ на вторжение ассирийцев эламский царь Халлутуш-Иншушинак II в октябре 694 года до н. э. завоевал вавилонский город Сиппар, отрезав, тем самым, ассирийцам связь с тылом. Войско вавилонян потерпело поражение, а их царь, сын Синаххериба Ашшур-надин-шуми был взят в плен и отправлен в Элам, где вскоре умер или был убит.
На обратном пути в Ассирию, Синаххериб в конце сентября 693 года до н. э. в сражении у Ниппура одержал крупную победу над объединёнными силами вавилонян и эламитов. Нергал-ушезиб попал в плен к ассирийцам, а Халлуташ-Иншушинак бежал в Элам, где вскоре был убит (в конце октября того же года).

### Поход Синаххериба в Элам
Осенью 693 года до н. э. Синаххериб предпринял свой 7-й поход, на этот раз в Элам. Ассирийцы захватили города Бит-Хаири и Раза, на границе Ассирии и Элама, которые эламиты отняли ещё у Саргона II. Возвращённые города были присоединены к провинции Дер.
Затем Синаххериб осадил и взял 34 города на собственно эламской территории. Эламский царь Кутир-Наххунте II бежал из своей резиденции Мадакту в отдалённую горную твердыню Хидалу. Синаххериб двинулся через горы, по направлению к покинутой Мадакте, но наступил месяц кислиму (ноябрь — декабрь), морозы и снегопады, а также повышение воды в Керхе вынудили Синаххериба вернуться обратно.
Однако менее чем через 3 месяца Синаххериб получил радостную весть — царь Элама скончался. К власти в Эламе пришёл его младший брат Хумбан-нимена (ассир. Умман-Менан).

### К власти в Вавилоне приходит Мушезиб-Мардук
Ещё в 693 году до н. э., при поддержке эламитов на вавилонском престоле утвердился вождь халдейского племени Бит-Даккури Мушезиб-Мардук (ассир. Шузубу-Халдей). В 691 году до н. э. Синаххериб двинул свои войска на Вавилон. Вавилоняне запросили помощь у Элама. Против Ассирии была создана сильная коалиция, куда, кроме Вавилона и Элама, вошли различные халдейские и арамейские племена, Эллипи, Парсуаш (Персида), Аншан (или Анчан) и Пашери (об этом государстве больше ничего не известно). Весной при городе Халуле, около устья Диялы, произошло сражение между ассирийцами с одной стороны и войсками союзников с другой. «Анналы Синаххериба» напыщенно рассказывают о победе ассирийцев. Много знатных эламитов, в том числе и воевода эламского царя Хумбан-Ундаш попали в плен. Всем им перерезали горло. Пленён также был и Набу-шум-ишкун, родной сын Мардук-апла-иддина II. Мушезиб-Мардук и эламский царь Хумбан-нимена бежали. В противовес этому, вавилонская хроника лаконично сообщает, что ассирийцы потерпели поражение. В действительности же, видимо, битва закончилась вничью, но огромные потери вынудили обе стороны временно прекратить военные действия.

### Полное разрушение Вавилона
В начале апреля 689 года до н. э. Хумбан-нимену хватил апоплексический удар. Узнав о том, что эламский царь разбит параличом и не может прийти на помощь своему вавилонскому союзнику, Синаххериб выступил в поход и в декабре захватил Вавилон. Город был отдан войску на разграбление. Население частью переселили, частью отдали в рабство. Статуя Мардука и сокровища храмов были отправлены в Ниневию. Туда же был доставлен и пленённый царь Вавилона Мушезиб-Мардук. После этого Синаххериб полностью разрушил город и затопил водами Евфрата то место, где он находился.

### Поход на юго-восток Малой Азии
В 689 году до н. э. восстал Кируа, правитель г. Иллубгу (возможно, соврем. Немрун в 16 км юго-западнее Киликийских ворот). Города Хилакку, Ингира (античный Анхиала (гавань Тарса) и Тарзу (античный Тарс, современный Тарсус) перешли на его сторону, предприняли поход в Куэ и отрезали этот округ от Ассирии. Армия Синаххериба нанесла поражение войску Хилакку в горах, а затем покорила Ингиру и Тарзу. Население этих городов было уведено в плен. Кируа заперся в Иллубру. Ассирийцы осадили город и с помощью таранов и другой осадной техники взяли его. Население Иллубру и Хилакку было уведено в Ассирию, а пленённый Кируа был отправлен в Ассирию, где с него содрали кожу.
В 685 году до н. э. ассирийцы выступили против правителя Тиль-Гаримму Гурди (возможно это античный Гордий) и взяли этот город. Часть пленных Синаххериб причислил к своему войску, а остальных отдал в рабство областеначальникам, военачальникам, правителям городов и другим отличившимся сановникам. В том же году Ассирия вступила в первые военные столкновения с киммерийцами на юго-востоке Малой Азии.
В конце царствования Синаххериба на границах империи начались смуты. Табал и Мелид вернули себе независимость, Урарту вновь воспряло духом и даже расширило свои границы до горы Тас (60 — 70 км к северу от Ниневии). Таким образом, Муцацир и Кумме оказались в руках Урарту.

### Украшение столицы Ниневии
Своей столицей Синаххериб сделал Ниневию, отстроив её с величайшей пышностью. Территория города была значительно увеличена и обнесена мощными укреплениями. В городе были проложены новые прямые улицы (характерная черта нравов того времени; Синаххериб распорядился, чтобы всякий, кто осмелится выстроить дом, нарушив прямую линию улицы, был посажен на кол на крыше своего дома). Самая главная улица — «Царская» имела ширину 25 сажень (более 50 метров). На искусственной платформе из кирпичей, высотой 30 м и около 10 десятин (более 10 га) площадью, были сооружены храмы, дворец и посажен великолепный парк из редких растений. Для снабжения города и разбитых вокруг него садов хорошей питьевой водой были прорыты 18 каналов от области города Кисира.
Дворцы Синаххериба дали начало новому натуралистическому стилю в ассирийском искусстве.

### Убийство Синаххериба
После того, как в течение значительного времени официальным наследником был старший сын, Арда-Мулисси (Урду-Муллисси, упоминается в Библии как Адрамелех), в результате политической борьбы Синаххериб назначил своим наследником младшего сына Асархаддона. Это вызвало недовольство старших сыновей, в результате чего Синаххериб был убит. Согласно историческим хроникам, это произошло в 20-й день месяца тебет (десятый месяц года в древнеассирийском календаре). Различные современные источники ассоциируют дату смерти Синаххериба с 681 годом до н. э. или с 10 января 680 года до н. э. Сведения о месте убийства также разнятся: один из храмов Ниневии или храм бога Нинурты в городе Кальху. Согласно Библии, убийцами были сыновья царя Адрамелех и Шарецер (4Цар. 19:37; Ис. 37:38), некоторые источники называют убийцей только старшего из сыновей. По данным клинописи и Беросу, убийца — сын, по-видимому, старший Арад-Белит (Арда-Мулисси), а сообщник преступления Шарезер, видимо, вельможа Набу-шар-уцур («Набу, храни царя»).
Правил Синаххериб 23 года.

### Образ в искусстве
А. Е. Корбут. Роман «Хроники Ассирии. Син-аххе-риб» (2014—2017).

## Комментарии
1. ↑  Как видно, область Намар была перед этим слита с Аррапхой.
2. ↑  Вероятно, Бит-Барруа, завоёванная ещё при Тиглатпаласаре III, с тех пор успела отпасть от Ассирии. Предполагается, что это произошло в 715 году до н. э., во время восстания ряда юго-западных мидийских районов.